# Gurkenmosaikvirus
Das Gurkenmosaikvirus (offiziell englisch Cucumber mosaic virus, CMV oder CuMV, Spezies Cucumovirus CMV) ist ein sehr häufig auftretendes Pflanzenvirus im Gartenbau. Es befällt Gurken (Gattung Cucumis) und Kürbisse (Gattung Cucurbita), aber auch viele andere Pflanzen und ist wahrscheinlich weltweit verbreitet. Die Isolate des Gurkenmosaikvirus können zwei unterschiedlichen Serotypen zugeordnet werden, die auch unterschiedliche biologische Eigenschaften besitzen.

## Morphologie
Die unbehüllten Viruspartikel (Virionen) des Gurkenmosaikvirus haben eine runde Gestalt und sind etwa 29 nm im Durchmesser groß. Sie bestehen aus einem Kapsid, das aus 180 Kapsomeren (T=3) aufgebaut ist. Diese bilden an jeder der zwanzig Seiten des Ikosaeders Hexone und den zwölf Ecken Pentone; diese Struktur aus 32 übergeordneten Einheiten, hinter denen sich eine ikosaedrische Symmetrie verbirgt, wird als Quasi-Ikosaeder bezeichnet. Die Stabilität des Kapsids ist bei allen Mitgliedern der Gattung Cucumovirus sehr von der Wechselwirkung mit den verpackten RNA-Molekülen abhängig, da die Wechselwirkung der Kapsomere untereinander nur sehr schwach ausgeprägt ist. So zerfallen die Kapside des Gurkenmosaikvirus bereits in Gegenwart von Detergenzien oder hohen Salzkonzentrationen, die die Protein-RNA-Wechselwirkung zu lösen vermögen. Die meisten Stämme des Gurkenmosaikvirus sind in Gegenwart von Mg2+-Ionen instabil. Alle Isolate sind bei 60 °C inaktivierbar.

## Genom

Genom der Gattung Cucumovirus

Das Genom des Gurkenmosaikvirus besteht aus drei einzelsträngigen RNA-Molekülen mit positiver Polarität (RNA 1–3) und einer tRNA-ähnlichen, subgenomischen RNA, die eine Kopie des zweiten offenen Leserahmens der RNA-3 darstellt. Die RNA-Stränge 1–3 besitzen jeweils eine 5'-Cap-Struktur sind jedoch an ihrem 5'-Ende nicht polyadenyliert. Die Gesamtgröße des Genoms beläuft sich auf etwa 8.000 nt, die sich auf die RNA-Segmente verteilen (RNA-1: 3.357 nt, RNA-2: 3.050 nt, RNA-3: 2.216 nt).

## Biologische Eigenschaften

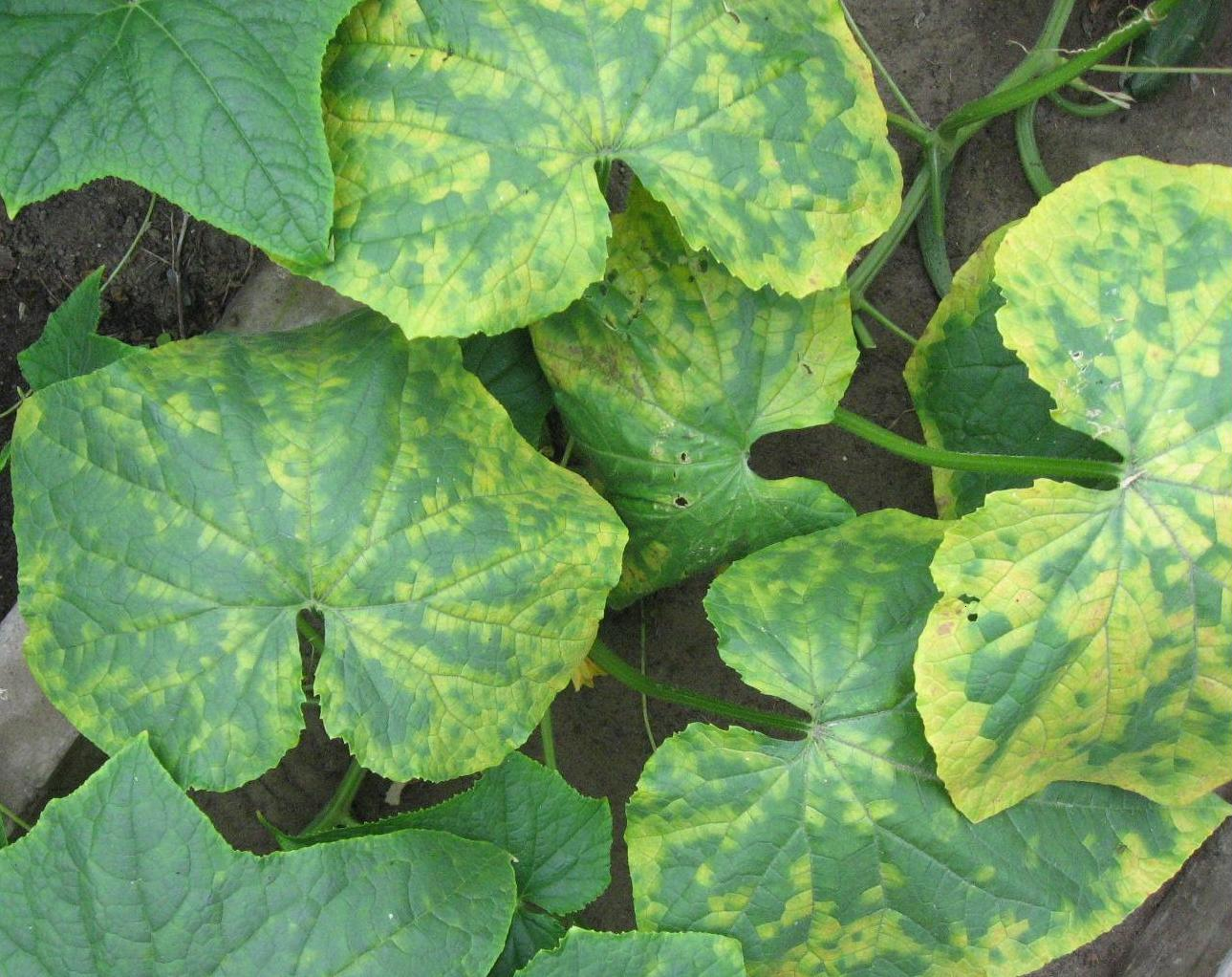
Befallene Blätter in verschiedenen Stadien

Als Wirt des Gurkenmosaikvirus sind Arten aus 85 verschiedenen Pflanzenfamilien beschrieben, experimentell ließen sich über 1000 Pflanzenarten infizieren.
Das Virus überwintert vor allem auf ausdauernden Gräsern, die für Blattläuse (Aphidoidea) im Frühling attraktiv sind. Das Virus wird dann durch die Blattläuse übertragen. Ein anderer Übertragungsweg läuft über die bei gartenbaulichen Pflegemaßnahmen verwendeten Schnittwerkzeuge. Das Virus ist saatgutübertragbar.
An befallenen Pflanzen verursacht es Mosaikerscheinungen, Stauchungen und Blattdeformationen. Die jüngeren Blätter können chlorotisch bis gelblich gefleckt sein. Die Früchte sind verformt und gescheckt.
In der Vermarktungsnorm für Gurken (Verordnung (EWG) Nr. 1677/88) ist festgelegt, dass mosaikbefallene Gurken aufgrund der möglichen weiteren Verbreitung als „nicht gesund“ von der Vermarktung auszuschließen sind. Bei Tieren und Menschen kann das Virus weder eine Infektion auslösen, noch eine Erkrankung verursachen.

## Bekämpfung
2025 stellten Forscherinnen und Forscher der Martin-Luther-Universität Halle-Wittenberg einen RNA-basierten Wirkstoff zur Bekämpfung des Virus vor.

## Anwendung
Modifizierte (Immunologisch optimierte) Kapsidhüllen von CuMV (Cucumber Mosaic Virus–derived VLPs, CuMVtt) sind ein Ansatz bei Erdnussallergie per Impfung zu helfen.